# Tealianthus pachydermus
Tealianthus pachydermus is een zeeanemonensoort uit de familie van de Actiniidae. De wetenschappelijke naam van de soort is voor het eerst geldig gepubliceerd in 1922 door Pax.